# Cilleros
Cilleros est une commune de la province de Cáceres dans la communauté autonome d'Estrémadure en Espagne.

## Personnalités liées au village
- Fernando Morientes, footballeur espagnol